# Sonia Bermúdez Tribano
Sonia Bermúdez Tribano (Vallecas, Madrid, 15 de noviembre de 1984) es una exfutbolista española, internacional con la selección española. Fue jugadora del Sporting de Huelva, Sabadell, Rayo Vallecano, Barcelona —en dos etapas—, el WNY Flash estadounidense, Atlético y Levante. Jugaba en la posición de delantera en equipos de la Primera División Femenina de España. 
En su palmarés destacan doce títulos y cinco distinciones a máxima goleadora de la Liga Iberdrola. Como entrenadora, en 2023, dirigió a la Selección Sub-19 y se consagró campeona del Campeonato Europeo Sub-19 después de ganar en penaltis a Alemania, revalidando así el título conseguido en 2022.
Es comentarista en programas deportivos y en Gol TV en el Mundial de Francia de 2019.

## Trayectoria

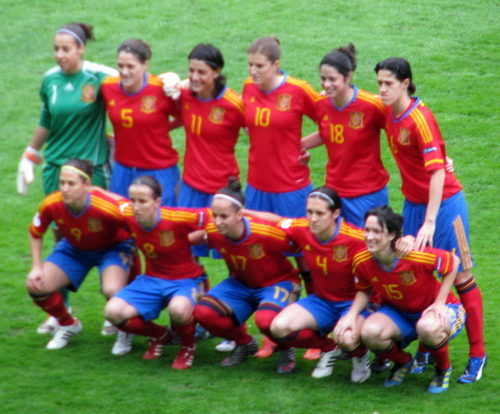
Imagen de Sonia Bermúdez Tribano con el resto de jugadoras de la selección española femenina de fútbol.

Nació el 15 de noviembre de 1984 en el madrileño barrio de Vallecas. Su primer equipo íntegramente femenino fue el Butarque de Leganés, donde destacó totalmente antes de fichar por el Pozuelo. Después pasó por el Sporting de Huelva (1999-2003), el Sabadell F. C.(2003-2004), 7 temporadas en el Rayo Vallecano (2004-2011), antes de fichar en el verano de 2011, por el F. C. Barcelona.
En la temporada 2011-12 ganó la Liga con el club catalán, la primera para el palmarés del equipo. En dicha temporada, Bermúdez marcó 38 goles. Jugó en el equipo estadounidense Western New York Flash (WNY Flash) y, tras su etapa en el extranjero, volvió al F. C. Barcelona.
En 2015 fichó por el Club Atlético de Madrid Femenino y en julio de 2018 firmó por el Levante Unión Deportiva.
Ha sido jugadora internacional con la Selección Española de Fútbol.
Juega en la posición de delantera. Al concluir la temporada 2018/2019, en su palmarés destacaban doce títulos -nueve de las últimas diez Ligas (tres con el Rayo Vallecano, cuatro con el Barcelona y dos con el Atlético de Madrid) y tres Copas de la Reina (una con cada uno de los clubes mencionados)- y cuatro distinciones a máxima goleadora de la Liga Iberdrola, la Primera División Femenina de España (pichichi en 2012, 2013, 2014, 2015). 
En 2019 fue comentarista en Gol TV durante la celebración del Mundial de Fútbol de Francia, en junio de 2019.
Está comprometida con la igualdad en el deporte.
El 27 de mayo de 2020 anunció que se retiraba del fútbol profesional.
Actualmente es la entrenadora de la selección española sub-19, con la que conquistó las Eurocopas sub-19 de 2023 y de 2024.
En agosto de 2023 en el conocido como "Caso Rubiales" Sonia Bermúdez fue una de las firmantes de un comunicado de parte del equipo técnico en el que condenaron la conducta de Rubiales con la jugadora Jenni Hermoso, denunciaron su incomodidad a tener que asistir obligatoriamente a la asamblea del día 25, el que varias de las integrantes fueron obligadas a colocarse en primera fila exponiendo su imagen e intentando dar a entender que se comprometían con las tesis del presidente. En el comunicado se apoyó el comunicado publicado por las jugadoras y se asumió la responsabilidad con respecto a la reestructuración y profesionalización de la Selección Femenina Absoluta poniendo sus cargos a disposición.
El 11 de agosto de 2025 se convirtió en seleccionadora de la Selección Femenina Absoluta sustituyendo a Montse Tomé, después de una votación por una división de la federación.

## Clubes
| Club                    | País           | Temporadas |
| ----------------------- | -------------- | ---------- |
| Estudiantes de Huelva   | España         | 1999-2003  |
| C. E. Sabadell F. C.    | España         | 2003-2004  |
| Rayo Vallecano          | España         | 2004-2011  |
| F. C. Barcelona         | España         | 2011-2014  |
| WNY Flash               | Estados Unidos | 2014       |
| F. C. Barcelona         | España         | 2014-2015  |
| Atlético de Madrid      | España         | 2015-2018  |
| Levante Unión Deportiva | España         | 2018-2020  |

## Palmarés

### Campeonatos nacionales
| Título              | Club               | País   | Año     |
| ------------------- | ------------------ | ------ | ------- |
| Copa de la Reina    | Rayo Vallecano     | España | 2008    |
| Superliga de Fútbol | Rayo Vallecano     | España | 2009    |
| Superliga de Fútbol | Rayo Vallecano     | España | 2009-10 |
| Superliga de Fútbol | Rayo Vallecano     | España | 2010-11 |
| Primera División    | F. C. Barcelona    | España | 2011-12 |
| Primera División    | F. C. Barcelona    | España | 2012-13 |
| Copa de la Reina    | F. C. Barcelona    | España | 2013    |
| Primera División    | F. C. Barcelona    | España | 2013-14 |
| Primera División    | F. C. Barcelona    | España | 2014-15 |
| Copa de la Reina    | Atlético de Madrid | España | 2016    |
| Primera División    | Atlético de Madrid | España | 2016-17 |
| Primera División    | Atlético de Madrid | España | 2017-18 |

### Distinciones individuales
| Distinción                                           | Año                    |
| ---------------------------------------------------- | ---------------------- |
| Máxima goleadora de la Liga Española                 | 2012, 2013, 2014, 2015 |
| Mejor jugadora Copa de la Reina                      | 2016                   |
| MVP Liga Iberdrola Premios MARCA del Fútbol Femenino | 2017                   |

## Reconocimientos
- MVP de la temporada 2016/2017 en los Premios MARCA, del periódico deportivo Marca.[20]